# Mir Ali Schir Navaji
Mir Ali Schir Navaji eller  Nizām al-Din ʿAlī Shīr Herāvi (persiska: نظام الدین على شير هراوی), Alisjer Navoi (uzbekiska: Alisher Navoiy) eller Mīr ʿAlī Shīr Navā'ī (med flera varierande stavningar), av pseudonymen Navā'ī (نوائى, med betydelsen "den gråtande" på persiska), var en centralasiatisk poet, målare, politiker, mystiker och byggherre av uiguriskt ursprung, verksam vid det timuridiska hovet i Herat. Han föddes i Herat den 9 februari 1441 och dog där den 3 januari 1501. Han var en viktig framhävare av den turkiska tjagataiskan såsom litteraturspråk, till skillnad från den tidigare förhärskande persiskan, och räknas ofta som en av det från tjagataiskan härstammande uzbekiska språkets samt den uzbekiska kulturens viktigaste förebilder.